# Друзы в Израиле
Друзы Израиля — часть друзского населения, проживающая в Государстве Израиль, численностью около 150 тысяч человек.
С 1957 года, после признания друзов официальной религиозной конфессией, по просьбе лидеров общины, друзы получили право служить в Армии обороны Израиля наряду с еврейским населением страны.
В 1961—1962 годах были созданы друзский религиозный совет и друзские религиозные суды, которым переданы судебные полномочия в сфере семейного права для членов общины.
Друзы Израиля используют арабский язык и арабскую культуру, несмотря на это, они выступили против арабского национализма в 1948 году, и с тех пор друзы служат в израильской армии и полиции (сначала в качестве добровольцев, а позже в рамках всеобщей воинской повинности).

## Друзизм (религия друзов)
Религия друзов имеет корни в исмаилизме (одна из шиитских сект, возникла в VIII веке). Друзизм возник в Египте во времена правления Аль-Хакима — исмаилитского халифа из династии Фатимидов. Друзизм представляет собой синтез исламской религии, греческой философии и индийского влияния. Одним из важнейших постулатов друзской религии является тема переселения душ, который отражает аспект социальной справедливости. Для оглашения вердикта о дальнейшей судьбе души в конце дней требуется выполнить 70 переселений. Тело после смерти друза погружается в общую могилу без указания каких-либо данных покойного, поскольку, согласно верованию, тело — лишь материальная оболочка души. Конвенциональный тип друзских кладбищ находится только на территории Израиля и служит для захоронения павших друзских солдат ЦАХАЛа.
Наряду с признанием священных книг других монотеистических конфессий, таких как Тора, Библия и Коран, главными писаниями в друзской религии являются 111 писем «Расыль эль хакма», объединённых в 6 книг, где описаны секретные предписания для посвященных в религию.

## Патриотизм израильских друзов
По данным исследования, проведённого доктором Тель-Авивского Университета Юсуфом Хасаном, 94 % друзской молодёжи отнесли к себя к «друзам-израильтянам» в религиозном и национальном контексте. Согласно официальным данным от 2010 г., 82,7 % друзской молодежи призываются в израильскую армию, 57 % из них — в боевые части.
Друзы Израиля активно участвуют в политической и культурной жизни страны. Друзы наряду с еврейским населением страны служат в Армии обороны Израиля, они также участвовали в Войне за независимость Израиля. В составе кнессета XVIII созыва пять депутатов-друзов, что непропорционально доле друзов в населении Израиля.
В 1977 году Амаль Насер Эль-Дин (израильский политик, друз по происхождению) создал друзское сионистское движение, это движение выступает в поддержку Государства Израиль.

## Религиозные лидеры
Амин Тариф был кади, или духовным лидером израильских друзов, с 1928 до своей смерти в 1993 году. Амин Тариф — один из самых знаменитых друзов в истории человечества и друзского народа, также он расценивается как крупнейший религиозный друзский авторитет.
С 1993 года лидером друзской общины Израиля является Муафак Тариф, внук Амина Тарифа.

## География

Распределение арабоязычного друзского населения Израиля по населенным пунктам.

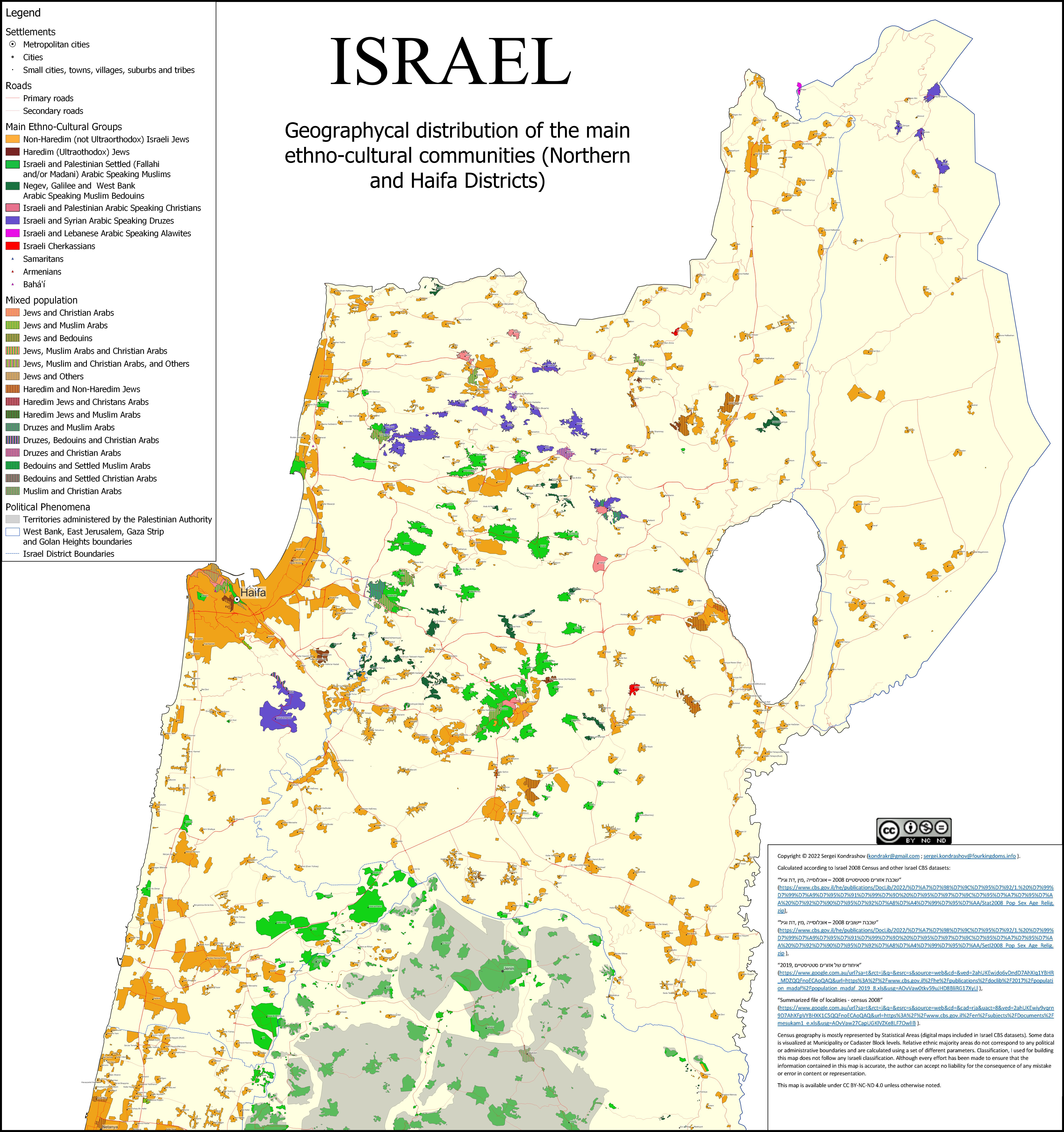
Этноконфессиональный состав населения Северного и Хайфского округов Израиля; друзы обозначены синим

Большинство израильских друзов живут в Галилее (Северный округ Израиля), остальные — в районе хребта Кармель (Хайфский округ Израиля) и на аннексированных Израилем Голанских высотах. Подавляющее большинство (98 %) компактно проживают в 18 населенных пунктах, в 12 из которых друзы являются преобладающим (свыше 80 %) населением, самый крупный из них — Дальят-аль-Кармель (18 тыс. населения).

### Демография
В конце 2021 года численность друзов в Израиле составляла примерно 149 000 человек (по предварительным данным), что более чем в десять раз больше, чем с момента основания Государства Израиль (14 500 человек в 1949 году).
На конец 2020 года населенными пунктами с наибольшим населением друзов были Далият аль-Кармель (17 300 человек) и Йирка (17 100 человек).
В конце 2020 года дети в возрасте от 0 до 14 лет составляли примерно четверть (24,7 %) населения друзов. Дети составляют 27,6 % еврейского населения, примерно одну треть (33,0 %) мусульманского населения и примерно одну пятую (21,1 %) христианского населения.
Общий коэффициент фертильности друзских женщин в 2020 году составил в среднем 1,94 ребёнка по сравнению с 2,02 в предыдущем году. Общий коэффициент рождаемости среди друзских женщин снижается с середины 1960-х годов.
Пик рождаемости — 7,92 ребёнка на одну женщину — пришёлся на 1964 год.
В 2021 году примерно 38 000 домашних хозяйств — примерно 1,4 % от общего числа домашних хозяйств в Израиле — возглавлял друз, как и в предыдущем году. Из них 76,8 % домохозяйств состояли из занятых лиц — больше, чем у мусульман (71,0 %), но меньше, чем у христиан (77,5 %).

### Друзы Голанских высот
На Голанских высотах расположены четыре друзские деревни. В конце семидесятых годов израильское правительство предложило всем не израильтянам, живущим на Голанских высотах, получить гражданство, что позволило им свободно перемещаться по Израилю. Тот, кто обратился за израильским гражданством, получил израильский паспорт, право голосовать и баллотироваться в Кнессет, право на лицензию израильского водителя. Однако большинство из них по-прежнему считает себя сирийскими гражданами. Поскольку Израиль не признает их сирийского гражданства, они определены в израильских отчетах как «жители Голанских высот». Для зарубежных поездок израильскими властями им выдаются специальные пропуска. В 2012 году в связи с обострившейся ситуацией в Сирии молодые друзы стали чаще обращаться за израильским гражданством. Жители Мадждаль-Шамс не призываются в Армию Обороны Израиля. Сирийское правительство Башара Асада пользуется высокой поддержкой среди голанских друзов. Правительство Асада много лет обеспечивало соглашения с израильским правительством и давало возможность голанским друзам вести торговлю через границу с Сирией. Некоторая напряженность возникла внутри сообщества из-за разных позиций по сирийской гражданской войне, хотя открытую общественную поддержку сирийской оппозиции друзы Голанских высот выражают редко.